# 체이서 (희극 집단)
더 체이서(The Chaser)는 오스트레일리아의 희극집단(코미디 팀)이다.

## 활동 역사
1990년대 말에 시드니 대학교에 재학 중이었던 찰스 퍼스, 도미닉 나잇, 줄리안 모로, 크레익 뤼카셀이 학내신문에 시사풍자기사를 올려 큰 반향을 얻었으며, 이후에 채스 리치아델로, 크리스 테일러, 앤드루 한센을 영입하여 1999년부터 시사비평신문 'The Chaser'를 발행하기 시작했다. 초반에는 비주류 희극풍자집단으로 시작했으나, 반전평화의 기치를 내걸며 가감없는 기성 정치권 풍자로 유명세를 타기 시작했으며, 2002년부터 2년간 'CNNNN'(Chaser NoN-stop News Network), 2004년 오스트레일리아 총선당시 '체이서의 선택'(The Chaser Decides), 2005년의 '체이서 뉴스특보'(Chaser News Alert)를 호주방송공사 텔레비전(ABC TV)를 통해 방송하면서 자국내 입지를 다졌다. 현재도 '체이서 연보'(The Chaser Annual)를 해마다 발행하고, 그들의 공식 홈페이지(외부 링크 참조)에서는 구성원 각자가 칼럼리스트로서 날카로운 시사비평을 이어나가고 있다.

## 전체와의 전쟁
2006년 2월 16일부터 그들은 ABC TV를 통해 '체이서의 전체와의 전쟁'(The Chaser's War on Everything)이라는 시사 및 사회비평 코미디 프로그램을 방송하기 시작했다. 방송 초반(2006년)에는 매주 금요일 밤 11시라는 불리한 방송시간대에도 불구하고, 여야를 막론한 가감없는 시사비평과 사회풍자로 서서히 그 존재를 알렸으나, 선거의 해인 2007년에 전격적으로 매주 수요일 저녁 9시로 방송시간을 옮긴 이후부터는 동시간대 시청률 1위(매회당 약 100만 명 이상)를 기록하여 현재에 이르고 있다. 오스트레일리아 내에서 열혈 시청자 진영과 강력한 비판 진영이 동시에 존재하는 프로그램이기도 하다.
이 프로그램은 여러 면에서 대한민국의 텔레비전 프로그램 무한도전(MBC)과 비교되는데, 매주 파격적인 도전과 자유분방한 프로그램의 형식과 내용, 그리고 현재 그들의 국가에서 최고의 인기를 누리며 유튜브(YouTube)를 통해 전 세계 네티즌들의 주목을 받는 등은 두 프로그램 모두 유사하다. 하지만, 무한도전은 소속 희극인(6명의 '무한도전 멤버들')들이 일상 생활에서 일어날수있는 상황 속에서 지나친 설정이나 꾸밈이 없는 '리얼 버라이어티'를 지향함에 비해, 이 프로그램은 다양한 분야(특히 정치나 성적 문제 등)의 소재를 자유자재로 넘나들고, 간혹 상황설정을 심하게 도입하는 등, 오스트레일리아 사회에서 허용하는 '표현의 자유'를 최대로 발휘하여 사회현상이나 상황을 풍자한다는 측면에서 차이가 있다.
이 프로그램은 그동안의 방송을 통해 여러 숱한 화제를 불러일으켰는데, 가장 최근에 일어난 것으로는 2007년 9월 6일에 일어난 호주 시드니 APEC(아시아 태평양 경제협력기구)정상회의 소동이 대표적이다. 이 팀의 일원인 채스 리치아델로가 오사마 빈 라덴 분장을 하고, 미리 만든 가짜 출입증과 외교수행차량을 동원하여, 2차례의 삼엄한 경계를 뚫으며 정상회의 특집방송분을 촬영하다 뉴사우스웨일스주 경찰에 체포되었다. 이 사건 직후, 알렉산더 다우너 외무부장관은 "그들이 물리적으로 누구에게도 해를 끼치지 않으려 했던 것은 사실"이라고 발언하였으나, 주 경찰은 사안의 중대성을 감안하여 이들을 기소, 10월 4일에 있을 재판에 회부하였다. 이 사건으로, 대한민국을 비롯한 전 세계에 화제를 일으키며 이들의 존재를 더욱 널리 알렸다.

## 소속 희극인들
- Charles Firth - 현재 미국 특파원으로 활동중.
- Andrew Hansen - 주로 음악(피아노와 기타)과 성대모창을 동원한 비평을 담당함.
- Dominic Knight - (2006년부터)방송에 출연하지는 않지만, 작가로 활약 중.
- Chas Licciardello - 온갖 궂은 일을 도맡아 활약 중.
- Julian Morrow - '전체와의 전쟁' 프로듀서로도 활약.
- Craig Reucassel
- Chris Taylor